# Songbook (album de Chris Cornell)
Albums de Chris Cornell
Scream
(2009) Higher Truth
(2015)
Singles
1. The Keeper
Sortie : 2011

Songbook est un album live acoustique de Chris Cornell sorti en 2011. Il fut enregistré lors de différents concerts de la tournée américaine Songbook Tour, entre mars et mai 2011.

## Présentation
Ce 1re album live acoustique de Chris Cornell contient des titres extraits des albums solo du chanteur mais également des titres de Temple of the Dog, Audioslave, Soundgarden, une reprise de Led Zeppelin (Thank You) 
et une autre de John Lennon (Imagine). 
Il se classe n°69 au Billboard 200.

### Titres
Deux titres sont inédits : Cleaning My Gun et The Keeper écrit pour le film Machine Gun de Marc Forster avec Gerard Butler et Michelle Monaghan et enregistré en studio. Adapté des mémoires de Sam Childers (en), le film raconte son voyage au Soudan afin de protéger les enfants des armées rebelles et de construire un orphelinat. « C'était un peu stressant le concept de 'Qui suis-je pour écrire une chanson au sujet de quelque chose que je n'ai pas vécu'[...]. Le sentiment était que si Sam Childress... S'il était Woody Guthrie et qu'il écrivait une chanson, quelle serait cette chanson? Parce que les chansons de Woody Guthrie étaient très simples et très directes comme l'est Sam, et très réalistes. J'ai pensé qu'il pourrait écrire une chanson qui serait une sorte de dédicace aux enfants pour qui il a risqué sa vie de nombreuses fois pour essayer de les protéger. Donc dans un sens ma perspective, quand je la chante ou l'écoute est que c'est sa chanson ». La chanson obtient une nomination aux Golden Globes.
La chanson As Hope and Promise Fade est présente sur le 3e album Scream de 2009 sous le titre Two Drink Minimum.

## Liste des titres
| No  | Titre                                          | Date d'enregistrement / Lieu                                                       | Durée |
| --- | ---------------------------------------------- | ---------------------------------------------------------------------------------- | ----- |
| 1.  | As Hope and Promise Fade                       | 20 avril 2011 au Queen Elizabeth Theatre à Toronto, Ontario, Canada                | 3:47  |
| 2.  | Scar on the Sky                                | 10 avril 2011 au Keswick Theatre à Glenside, Pennsylvanie                          | 3:40  |
| 3.  | Call Me a Dog (chanson de Temple of the Dog)   | 20 avril 2011 au Queen Elizabeth Theatre à Toronto, Ontario, Canada                | 4:51  |
| 4.  | Ground Zero                                    | 22 avril 2011 au Vic Theater à Chicago, Illinois                                   | 2:58  |
| 5.  | Can't Change Me (en)                           | 15 avril 2011 au Borgata Hotel Casino & Spa à Atlantic City dans le New Jersey     | 4:18  |
| 6.  | I Am the Highway (en) (chanson d'Audioslave)   | 4/20/11 at the Queen Elizabeth Theatre in Toronto, Ontario, Canada                 | 4:56  |
| 7.  | Thank You (en) (reprise de Led Zeppelin)       | 27 avril 2011 à l'Esplanade Arts & Heritage Centre à Medicine Hat, Alberta, Canada | 4:48  |
| 8.  | Cleaning My Gun                                | 23 avril 2011 au Pabst Theatre à Milwaukee, Wisconsin                              | 5:18  |
| 9.  | Wide Awake (chanson d'Audioslave)              | 17 avril 2011 au Sixth I Historic Synagogue à Washington DC                        | 3:33  |
| 10. | Fell on Black Days (chanson de Soundgarden)    | 10 avril 2011 au Keswick Theatre à Glenside, Pennsylvanie                          | 5:05  |
| 11. | All Night Thing (chanson de Temple of the Dog) | 17 avril 2011 au Sixth I Historic Synagogue à Washington DC                        | 3:25  |
| 12. | Doesn't Remind Me (en) (chanson d'Audioslave)  | 24 avril 2011 au Fitzgerald Theatre à St. Paul, Minnesota                          | 4:08  |
| 13. | Like a Stone (en) (chanson d'Audioslave)       | 20 avril 2011 au Queen Elizabeth Theatre à Toronto, Ontario, Canada                | 4:04  |
| 14. | Black Hole Sun (chanson de Soundgarden)        | 30 avril 2011 au Red Robinson Show Theatre à Vancouver, British Columbia, Canada   | 4:37  |
| 15. | Imagine (reprise de John Lennon)               | 23 avril 2011 au Pabst Theatre à Milwaukee, Wisconsin                              | 4:06  |
| 16. | The Keeper                                     | Piste enregistrée en studio pour le film Machine Gun                               | 3:59  |

## Distinction

### Nomination
- Golden Globes 2012 : Meilleure chanson originale pour The Keeper dans le film Machine Gun Preacher